# Quinta de Bolívar
La Quinta de Bolívar es una casa museo de estilo colonial situada cerca de la localidad de La Candelaria, que forma parte del Distrito Capital de Bogotá. Además de su interés arquitectónico es relevante desde el punto de vista histórico por haber servido como residencia de Simón Bolívar en la ciudad de Bogotá, capital del Nuevo Reino de Granada, y tras la independencia, de la Gran Colombia.
Ubicada en la calle 21 número 4a-30 al este de la capital colombiana, cerca del cerro de Monserrate y de la Localidad de la Candelaria. Los visitantes pueden disfrutar de una gran construcción colonial y un agradable clima. La Quinta de Bolívar cuenta con espacios amplios y grandes ventanales a través de los cuales se ven los jardines a su alrededor.

## Historia

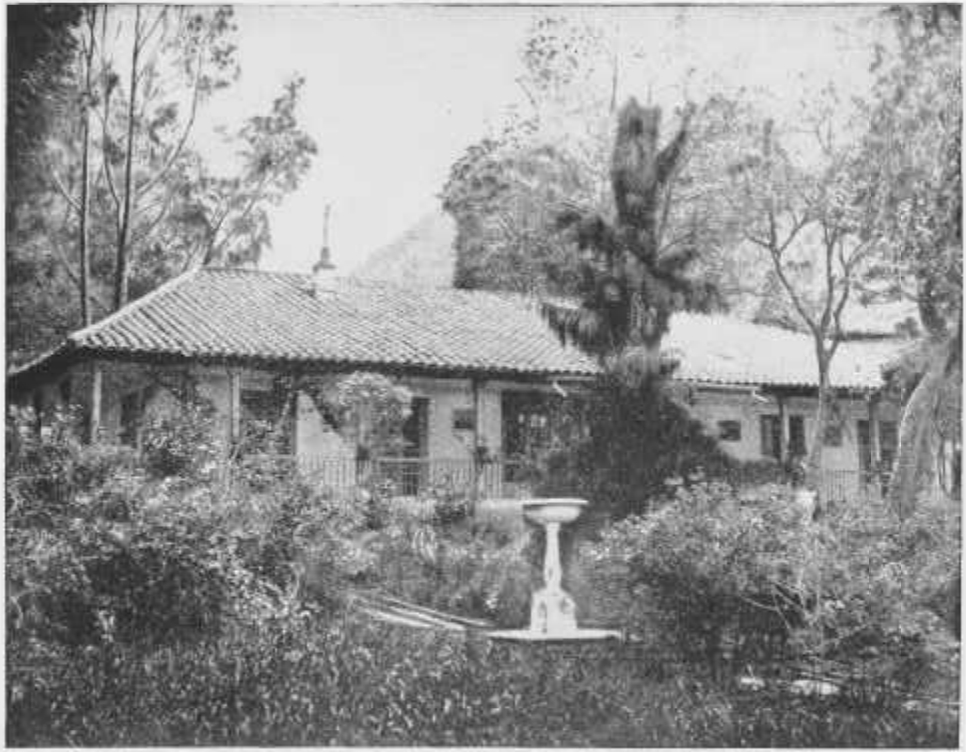
La Quinta de Bolívar en 1893.

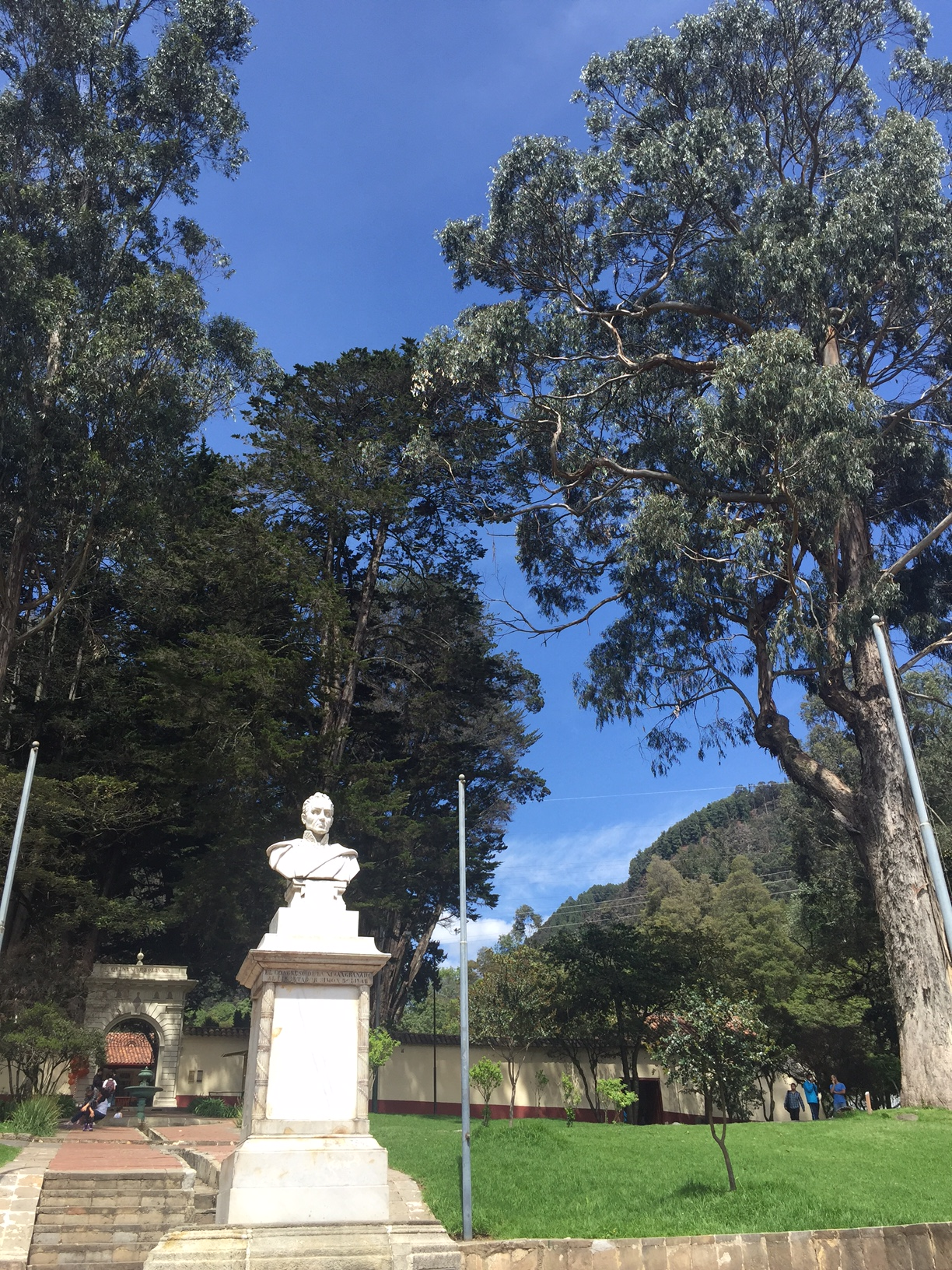
Busto de Simón Bolívar en la entrada de la Quinta.

Los orígenes de la Quinta de Bolívar se remontan a 1680, cuando el bachiller Pedro Solís de Valenzuela hizo donación de una porción de tierra a la capellanía de la Ermita de Monserrate. De esta propiedad, la Ermita dispuso hasta el 29 de enero de 1800, cuando el presbítero domiciliario y capellán de la misma, canónigo José Torres Patiño, la vendió al acaudalado comerciante José Antonio Portocarrero, contador principal de la Renta de Tabaco en Santafé, quien inició la construcción de la quinta como casa de recreo, pudiendo disfrutar de su obra hasta 1810, cuando falleció. Sus herederos no pudieron efectuar el mantenimiento adecuado de la quinta, debido a que se encontraban en exilio por ser partidarios de la Corona. Para 1819, la quinta se encontraba en un estado de abandono extremo.
Después de la Independencia, la propiedad fue comprada por el nuevo gobierno independiente como regalo para Simón Bolívar. El Libertador la ocupó por primera vez en 1821 y luego en 1826. Durante este período fue ocupada por un pariente de Bolívar, quien la dejó descuidar nuevamente. Luego, en 1827, regresó el Libertador junto con Manuela Sáenz, quien convirtió la quinta en un  lugar más agradable, habitable y para centro de reuniones políticas de los seguidores de Bolívar.
En 1830, la casa, conocida en ese entonces como la Quinta de Portocarrero, fue traspasada a manos de José Ignaciano París, y durante el resto del siglo XIX tuvo diferentes usos: fue sitio de reuniones de grupos políticos conservadores, colegio de señoritas, casa de salud, fábrica de bebidas y fábrica de curtiembres. En 1922, durante la gestión de Miguel Arroyo Diez como Ministro de Hacienda, el Estado la volvió a comprar para su restauración y puesta en funcionamiento de un museo bolivariano, con el apoyo de la Sociedad de Embellecimiento de Bogotá.
El 17 de enero de 1974, el Movimiento 19 de Abril sustrajo la espada del Libertador, con la consigna "Bolívar, tu espada vuelve a la lucha".
Recientemente ha sido restaurada buscando que sus salas y dependencias luzcan como en la época en que el Libertador la habitó. Se pueden visitar los salones de Manuelita, el gran salón, el comedor, el salón de juegos y la alcoba del Libertador. También la despensa, la cocina, los graneros, la alcoba de su ayudante de cámara y fiel servidor, José Palacios, y los bosques,  algunos de cuyos árboles, se afirma, fueron sembrados por el propio Simón."
A partir del año 1998 la Quinta de Bolívar entra en una etapa de reorganización administrativa que se enmarca en la formulación de planes estratégicos con sus respectivos enunciados de misión y visión institucional a corto, mediano y largo plazo así como planes de acción anuales estructurados en áreas estratégicas.
Es por ello que en la actualidad la Quinta de Bolívar se proyecta en su gestión y acciones hacia el año 2010, fecha de conmemoración del Bicentenario de la Independencia y de los 180 años de la muerte del Libertador Simón Bolívar en Santa Marta, Colombia."